# Butz (Automarke)

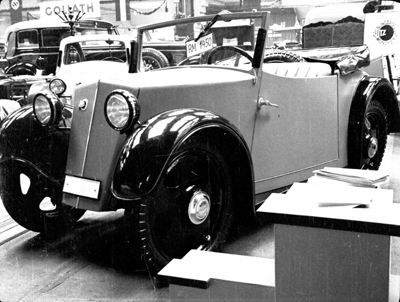
Bungartz Butz von 1934

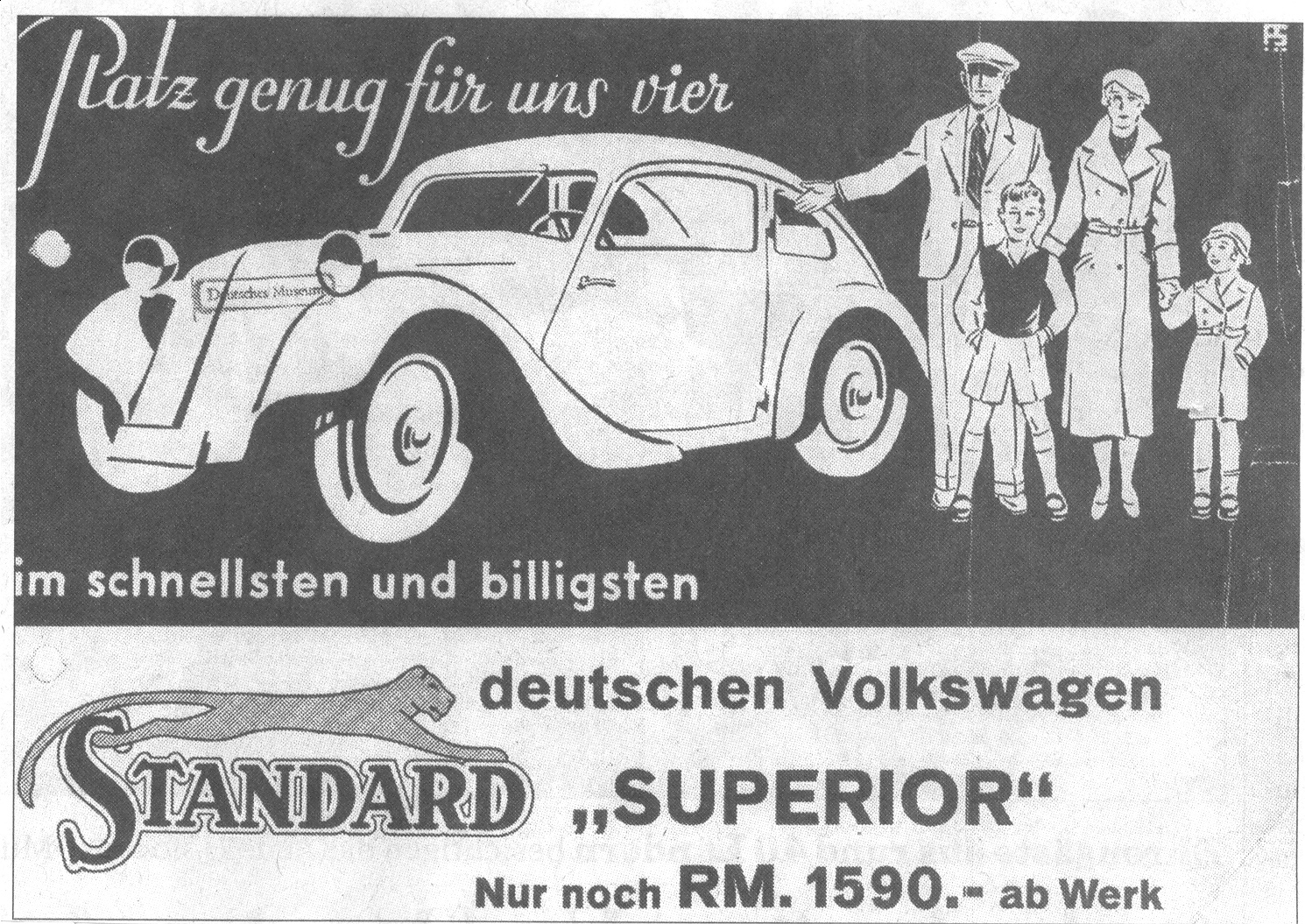
Standard (Gutbrod) Superior (1933–1934)

Butz war eine deutsche Automarke.

## Beschreibung
Hersteller der Leichtautomobile war Bungartz & Co. aus München. Bauzeit war nur 1934. In dem Jahr wurden auf der IAMA Fahrzeuge präsentiert. Die Konstruktion stammte von Josef Ganz.
Die zweisitzige Cabriolimousine hatte eine Sperrholz-Karosserie und einen wassergekühlten Zweizylinder-Zweitaktmotor mit 400 cm³ Hubraum, der im Heck eingebaut war. Eine andere Quelle gibt außerdem 14 PS Leistung und ein Dreiganggetriebe an.
Ein ähnliches Fahrzeug wurde von 1933 bis 1934 von den Gutbrod-Werken nach Ganz-Lizenzen gebaut. Nachdem die Fertigung dieses Standard Superior wieder eingestellt worden war, suchte Ganz nach einem neuen Partner. Bungartz stellte einen Prototyp auf der Berliner Automobilausstellung 1934 aus, der 1430 Reichsmark kosten sollte. Da zu wenig Publikumsinteresse bestand, wurden nur einige Musterwagen gebaut.